# Guindulman
Guindulman là đô thị hạng 4 ở tỉnh Bohol, Philippines. Theo điều tra dân số năm 2007, đô thị này có dân số 32.355 người.

## Các đơn vị hành chính
Guindulman về mặt hành chính được chia thành 19 khu phố (barangay).
| - Basdio - Bato - Bayong - Biabas - Bulawan - Cabantian - Canhaway - Cansiwang - Casbu - Catungawan Sur | - Catungawan Norte - Guinacot - Guio-ang - Lombog - Mayuga - Sawang (Pob.) - Tabajan (Pob.) - Tabunok - Trinidad |